# لویک وینسنت
لویک وینسنت (انگلیسی: Loïc Vincent؛ زادهٔ ۲۶ ژانویهٔ ۱۹۸۰) بازیکن فوتبال اهل فرانسه است.
از باشگاه‌هایی که در آن بازی کرده‌است می‌توان به باشگاه فوتبال نیم المپیک و باشگاه فوتبال ناوال اشاره کرد.